# Latvijas Balzams
Latvijas Balzams (en français : Baume de Lettonie) est une entreprise de distillation et distribution de vins et spiritueux basée à Riga en Lettonie. 

## Présentation

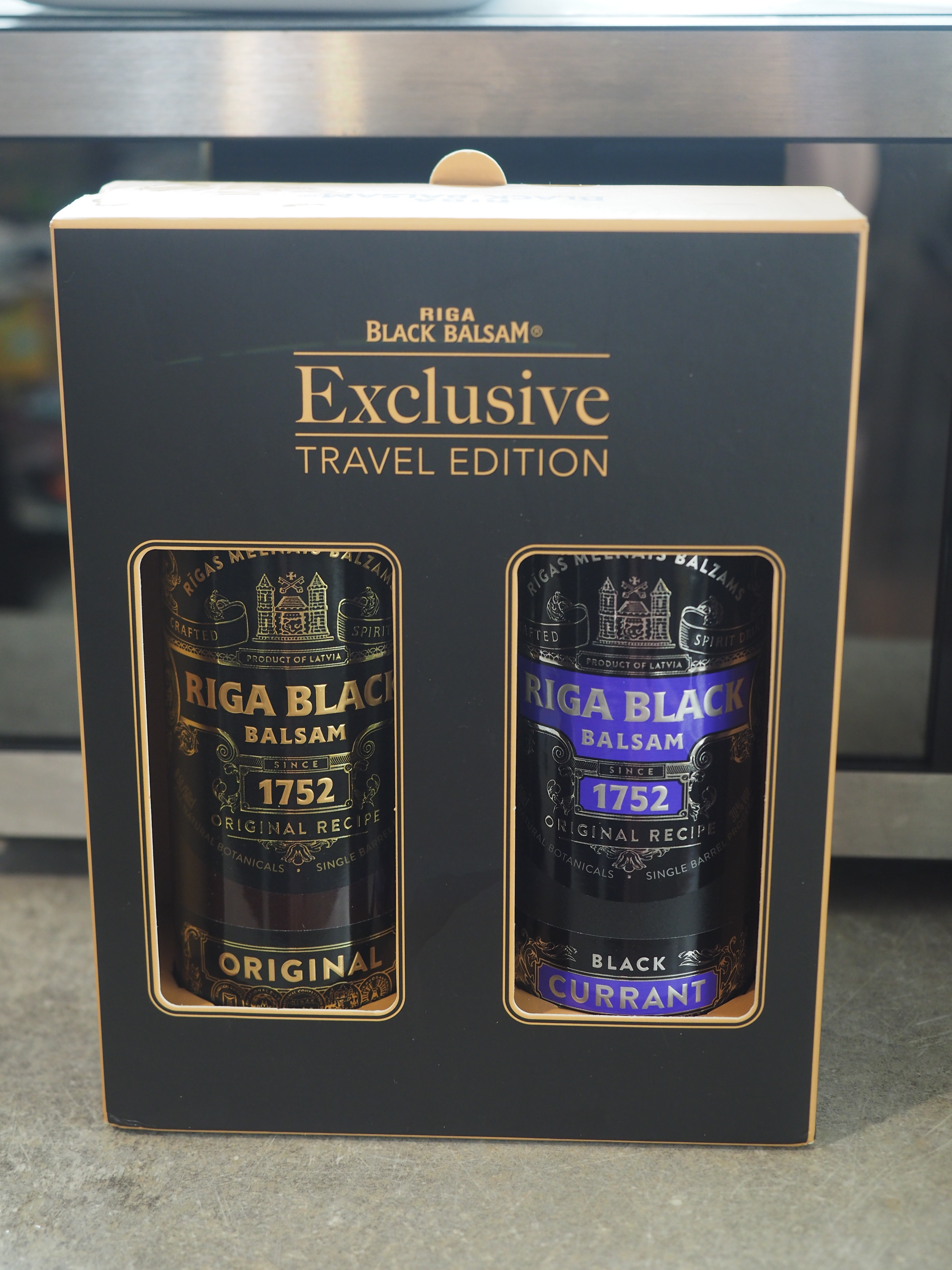
Le Baume noir de Riga.

Fondée en 1907, Latvijas balzams  produit des boissons fortes telles que la vodka, le brandy, ou le gin. Sa marque la plus réputée s'appelle le Baume noir de Riga. 
L'entreprise distribue aussi des cidres et des boissons non alcoolisées. 
Latvijas balzams commercialise ses produits sous les marques Riga Black Balsam, LB Vodka, Riga Black Vodka, Moskovskaya, Stolichnaya, 3 Graudu, Grand Cavalier, Bonaparte, Moka, Charlotte, Rizskoye Igristoye Zolotoye, Apple Garden, Rigas Sparkling Wine, Lucky Dog, et Stoli Cold. 
La société a deux usines de production situées à Riga.